# راچل هریس
راچل هریس (به انگلیسی: Rachel Harris) (زادهٔ ۱۵ مارس ۱۹۷۹) شناگر اهل استرالیا است.